# Salirofilia

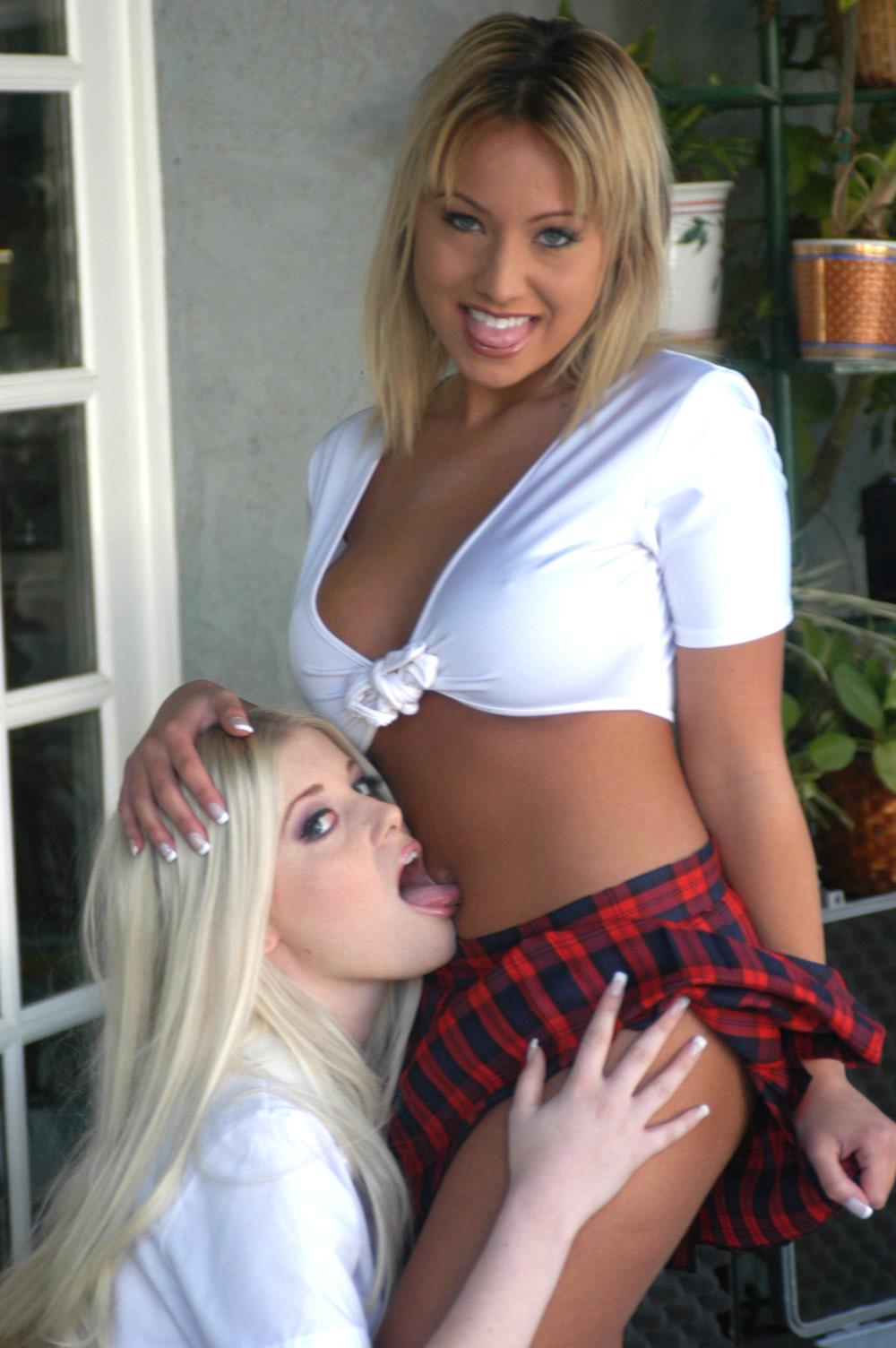
É uma das parafilias menos condenadas socialmente e também uma das mais comuns.

Salirofilia (Do latim saliro fluidos salgados e filia atração por) é o fetiche pela saliva e pelo suor (fluidos orgânicos contendo sal), o que inclui intensa atração e/ou desejo sexual por:
- Lamber alguém ou algum objeto erótico;
- Ser lambido por determinadas pessoas;
- Ver outras pessoas se lambendo;
- Ver suor e/ou saliva escorrendo;
- Lamber suor;
- Sentir o cheiro de suor de determinadas pessoas;

Assim como em outras parafilias, essa atração não é necessariamente indiscriminada, costumando estar restrita a atração por suor e saliva em determinados contextos e de determinadas pessoas. Geralmente durante as preliminares ou durante o ato sexual em si com alguém se sente atraído. Ou seja, não significa que a pessoa tem atração por qualquer suor, por lamber qualquer pessoa ou em qualquer contexto nem por todas as possibilidades.
Esse fetiche pode incluir o uso da saliva como lubricante genital para facilitar a penetração.
A atração pelo suor pode ser causada por feromônios.